# Hyphydrus wittei
Hyphydrus wittei är en skalbaggsart som beskrevs av Gschwendtner 1938. Hyphydrus wittei ingår i släktet Hyphydrus och familjen dykare. Inga underarter finns listade i Catalogue of Life.